# Схеффер, Рудольф Херман Христиан Карел
Рудольф Херман Христиан Карел Схеффер (нидерл. Rudolph Herman Christiaan Carel Scheffer; 12 сентября 1844[…], Spaarndam — 9 марта 1880[…], Западная Ява) — нидерландский ботаник, директор Богорского ботанического сада.

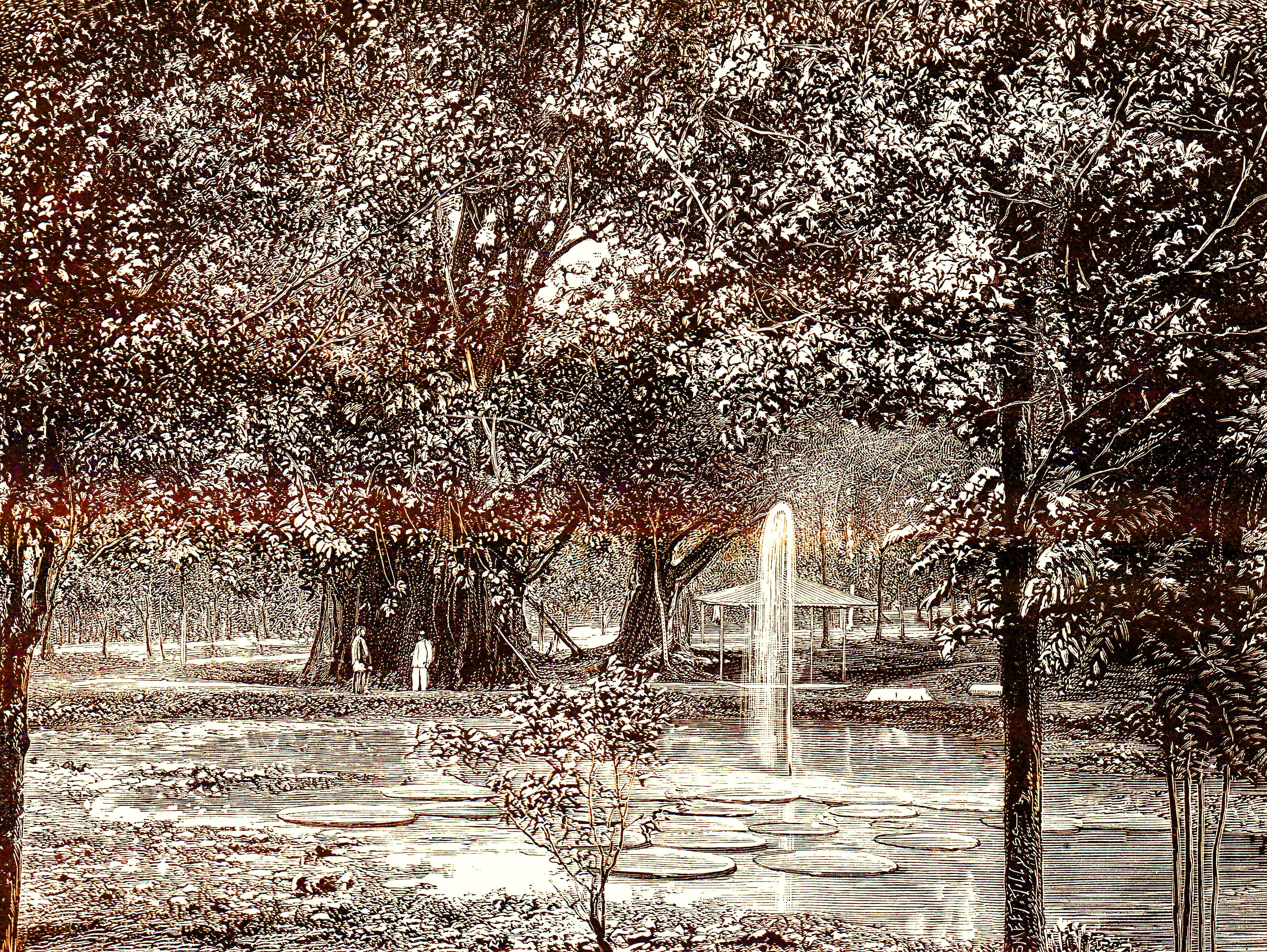
Богорский ботанический сад

## Биография
Рудольф Херман Христиан Карел Схеффер родился 12 сентября 1844 года. Обучался в Утрехтском университете. 
После получения высшего образования в 1867 году Шеффер приплыл на Яву в ноябре того же года. С 1868 года и до своей смерти занимал должность директора Богорского ботанического сада, который в тот период носил название «Национальный бейтензоргский ботанический сад» (нидерл. S'Lands Plantentiun te Buitenzorg; Бейтензорг — голландское название Богора). В 1876 году Схеффер основал Экономический Сад и Сельскохозяйственную Школу. Рудольф Херман Христиан Карел Схеффер умер 9 марта 1880 года.

## Научная деятельность
Рудольф Херман Христиан Карел Схеффер специализировался на семенных растениях.

## Научные работы
- Observationes Phytografica. 1868.
- Sur quelques Palmiers du groupe des Arécimées. 1871.
- Annales du jardin botanique de Buitenzorg. 1876.